# Agrius major
Agrius major är en fjärilsart som beskrevs av Tutt 1904. Agrius major ingår i släktet Agrius och familjen svärmare. Inga underarter finns listade i Catalogue of Life.